# Erythranthe lewisii
Erythranthe lewisii är en gyckelblomsväxtart som först beskrevs av Frederick Traugott Pursh, och fick sitt nu gällande namn av Guy L. Nesom och N.S.Fraga. Erythranthe lewisii ingår i släktet Erythranthe och familjen gyckelblomsväxter. Inga underarter finns listade i Catalogue of Life.